# The Craft
The Craft è il terzo album in studio del gruppo hip hop statunitense Blackalicious, pubblicato nel 2005.

## Tracce
1. World of Vibrations (featuring Ledisi) – 5:02
2. Supreme People – 4:03
3. Rhythm Sticks – 4:36
4. Powers – 3:47
5. Your Move (featuring Lifesavas) – 3:55
6. Lotus Flower (featuring George Clinton) – 4:12
7. My Pen and Pad – 2:02
8. Side to Side (featuring Lateef & Pigeon John) – 4:36
9. Automatique (featuring Floetry) – 4:07
10. The Fall and Rise of Elliot Brown – 3:55
11. Black Diamonds and Pearls (featuring Ledisi & Larry Saunders) – 4:22
12. Give It to You (featuring Kween & Lyrics Born) – 3:51
13. Ego Sonic War Drums (featuring P.E.A.C.E.) – 5:57
14. The Craft – 3:46